# Maria Wrzyszcz
Maria Małgorzata Wrzyszcz (ur. 10 lutego 1945 w Grodzisku Mazowieckim) – polska lekarka, poseł na Sejm PRL VII i VIII kadencji.

## Życiorys
Z zawodu lekarz, uzyskała wykształcenie wyższe na Wydziale Lekarskim Śląskiej Akademii Medycznej w 1970. Została kierownikiem Gminnego Ośrodka Zdrowia w Marciszowie. Do Zjednoczonego Stronnictwa Ludowego wstąpiła w 1971. Od 1972 zasiadała w plenum Wojewódzkiego Komitetu partii we Wrocławiu, a po reformie administracyjnej w Jeleniej Górze. W latach 1972–1976 była radną Wojewódzkiej Rady Narodowej we Wrocławiu i następnie w Jeleniej Górze. Członkini Wojewódzkiej Rady Ligi Kobiet. W 1976 i 1980 uzyskiwała mandat posła na Sejm PRL w okręgu Jelenia Góra. Zasiadała przez dwie kadencje w Komisji Zdrowia i Kultury Fizycznej. Ponadto w VII kadencji zasiadała w Komisji Oświaty i Wychowania, a w VIII kadencji w Komisji Kultury i Sztuki oraz Komisji Polityki Społecznej, Zdrowia i Kultury Fizycznej. W 2002 zdobyła mandat radnej powiatu kamiennogórskiego z ramienia Stowarzyszenia Regionalnego „DIALOG”. W 2006 bezskutecznie ubiegała się o reelekcję. W 2011 rozpoczęła indywidualną działalność jako lekarz w Marciszowie.

## Odznaczenia
- Złoty Krzyż Zasługi (1979)
- Medal Komisji Edukacji Narodowej (1980)